# Ctenitis grisebachii
Ctenitis grisebachii är en träjonväxtart som först beskrevs av Bak., och fick sitt nu gällande namn av Ren-Chang Ching. Ctenitis grisebachii ingår i släktet Ctenitis och familjen Dryopteridaceae. Inga underarter finns listade.